# Capo di tutti capi
Capo di tutti i capi (Trùm của Trùm) hay Bố già (Padrino) là một thuật ngữ thường được sử dụng để nói đến một trùm xã hội đen đứng đầu thế giới tội phạm mafia Ý và Mỹ, người này có quyền lực bao trùm toàn bộ thế giới mafia. Thuật ngữ này được đưa vào đại chúng Mỹ lần đầu tiên bởi Uỷ ban Kefauver vào năm 1950.
Danh hiệu Capo di tutti i capi đã được tôn xưng cho Giuseppe Morello vào khoảng 1900. Trùm Mafia Salvatore Maranzano, sau khi đánh bại tất cả các đối thủ trong cuộc Đại chiến Mafia năm 1931, đã tự tôn xưng mình là Capo di tutti i capi, tổ chức giới xã hội đen New York lại thành Ngũ đại Gia tộc và bắt các gia tộc tội phạm phải cống nạp cho mình. Tuy nhiên y bị thuộc hạ Lucky Luciano ám sát và từ sau đó giới Mafia Mỹ được cai quản bởi một Uỷ ban gồm Ngũ đại Gia tộc và một số gia tộc lớn khác, chứ không còn được đứng đầu bởi một người nữa. Mặc dù vậy, các trùm mafia có quyền lực nhất trong thế giới ngầm vẫn được truyền thông tôn xưng làm Capo di tutti i capi hay Bố già, như Lucky Luciano, Frank Costello, Vito Genovese, Carlo Gambino và Vincent Gigante.
Mafia Sicillia không tồn tại danh hiệu này, mặc dù một số ông trùm có quyền lực lớn cũng được truyền thông gán cho danh hiệu Bố già, như Calogero Vizzini, Salvatore Riina và Bernardo Provenzano.